# 外山乡
外山乡是中国福建省泉州市永春县下辖的一个乡。境内有中华人民共和国国家3A级景区云河谷。

## 行政区划
外山乡共辖4个行政村，分别是：
墘溪村、云峰村、草洋村、福溪村。